# Anhydrophryne
Az Anhydrophryne a kétéltűek (Amphibia) osztályába, a békák (Anura) rendjébe és a  Pyxicephalidae családjába tartozó nem. Ez a nem korábban a Petropedetidae családba tartozott. Egészen a legutóbbi időkig a nemet monotipikusnak tekintették, amíg két, korábban az Arthroleptella nembe tartozó fajt ide nem soroltak.

## Elterjedése
A nembe tartozó fajok Dél-Afrikában honosak.

## Rendszerezés
A nembe az alábbi fajok tartoznak:
- Anhydrophryne hewitti (FitzSimons, 1947)
- Anhydrophryne ngongoniensis (Bishop & Passmore, 1993)
- Anhydrophryne rattrayi Hewitt, 1919